# La novela de un joven pobre (película de 1942)
La novela de un joven pobre es una película en blanco y negro argentina dirigida por Luis Bayón Herrera según guion de Pedro E. Pico sobre la novela Le Roman d'un jeune homme pauvre de Octave Feuillet que se estrenó el 13 de abril de 1942 y que tuvo como protagonistas a Hugo del Carril y Santiago Gómez Cou.

## Sinopsis
Un joven vuelve a su hogar y encuentra que su padre está arruinado. Está ambientada en Buenos Aires, en la época posterior a la caída de Rosas.

## Reparto
- Consuelo Abad
- Nélida Bilbao
- Armando Bo
- Hugo del Carril
- Elda Dessel
- Francisco Pablo Donadío
- Santiago Gómez Cou
- Francisco López Silva
- Carlos Perelli
- Julio Scarcella
- Alberto Terrones
- Amanda Ledesma[1]

## Comentarios
El crítico Calki escribió en el diario El Mundo:

"En el argumento el novelón romántico sigue su curso sin desviaciones de cauce ...Romanticismo almibarado, gesto patético...Bayón Herrera le da una buena realización, acentuando los aspectos emotivos"

Manrupe y Portela opinan que es un

"...añejo folletín en el que reina un romanticismo finisecular. Del Carril no canta tangos pero actúa bien.

## Otras versiones fílmicas
Otras películas basadas en La novela de un joven pobre fueron:
- Le roman d'un jeune homme pauvre, película francesa dirigida en 1927 por Gaston Ravel.
- Le roman d'un jeune homme pauvre, película francesa dirigida en 1936 por Abel Gance.
- La novela de un joven pobre, película argentina dirigida en 1968 por Enrique Cahen Salaberry.[2]